# Abc-гипотеза
abc-гипотеза (гипотеза Эстерле — Массера) — утверждение в теории чисел, сформулированное независимо друг от друга математиками Дэвидом Массером в 1985 году и Джозефом Эстерле в 1988 году.
Доказательство abc-гипотезы — одна из главных нерешённых проблем теории чисел.

## Формулировка
Для любого {\displaystyle \varepsilon >0} существует постоянная {\displaystyle K(\varepsilon )}, при которой для любых трёх взаимно простых целых чисел {\displaystyle a}, {\displaystyle b} и {\displaystyle c}, таких, что {\displaystyle a+b=c}, выполняется неравенство
{\displaystyle \max {\big (}|a|,|b|,|c|{\big )}\leqslant K(\varepsilon )\cdot {\big (}\operatorname {rad} (abc){\big )}^{1+\varepsilon },}
где {\displaystyle \operatorname {rad} (abc)} — радикал числа {\displaystyle abc}, то есть число, равное произведению простых делителей произведения {\displaystyle abc}.

## Замечания
- Не теряя общности, можно рассматривать только упорядоченные по возрастанию натуральные числа {\displaystyle a}, {\displaystyle b} и {\displaystyle c}. Тогда неравенство сводится к следующему:
{\displaystyle c\leqslant K(\varepsilon )\cdot {\big (}\operatorname {rad} (abc){\big )}^{1+\varepsilon }.}
- Условие {\displaystyle \varepsilon >0} необходимо. Для любого {\displaystyle K} существует тройка взаимно простых чисел {\displaystyle a,b,c=a+b} таких, что {\displaystyle c>K\cdot \operatorname {rad} (abc)}. Например тройка вида {\displaystyle a=1,b=2^{2\cdot 3^{n}}-1,c=2^{2\cdot 3^{n}}}, где {\displaystyle K<3^{n-1}}.

## Следствия

### Гипотеза Била и Великая теорема Ферма
Из справедливости abc-гипотезы следует справедливость гипотезы Била для достаточно больших {\displaystyle z}, а из неё — справедливость великой теоремы Ферма для достаточно больших степеней.
Согласно гипотезе Била, если {\displaystyle A^{x}+B^{y}=C^{z}} ({\displaystyle A}, {\displaystyle B}, {\displaystyle C}, {\displaystyle x}, {\displaystyle y}, {\displaystyle z} — натуральные и {\displaystyle x,\;y,\;z>2}), то {\displaystyle A}, {\displaystyle B}, {\displaystyle C} имеют общий делитель.
Докажем гипотезу Била для достаточно больших {\displaystyle z} от противного. Предположим, существует бесконечное количество {\displaystyle z}, для которых гипотеза Била неверна. Применим abc-гипотезу, согласно которой:
{\displaystyle C^{z}\leqslant K(\varepsilon )\cdot \left(\operatorname {rad} (A^{x}B^{y}C^{z})\right)^{1+\varepsilon }}
Учтём, что {\displaystyle \operatorname {rad} (A^{x}B^{y}C^{z})=\operatorname {rad} (ABC)\leqslant ABC}. Поэтому:
{\displaystyle C^{z}\leqslant K(\varepsilon )\cdot \left(\operatorname {rad} (ABC)\right)^{1+\varepsilon }\leqslant K(\varepsilon )\cdot (ABC)^{1+\varepsilon }}
Поскольку из условий теоремы очевидно, что {\displaystyle A<C} и {\displaystyle B<C}, то {\displaystyle ABC\leqslant C^{3}}. Тогда:
{\displaystyle C^{z}\leqslant K(\varepsilon )\cdot C^{3+3\varepsilon }}
Прологарифмировав обе части неравенства и разделив на {\displaystyle \log C}, получим ограничение сверху на величину {\displaystyle z}:
{\displaystyle z\leqslant {\frac {\log K(\varepsilon )}{\log C}}+3+3\varepsilon },        (*)
причём, отношение {\displaystyle {\frac {\log K(\varepsilon )}{\log C}}} должно быть конечным, поскольку, по условию {\displaystyle A}, {\displaystyle B}, {\displaystyle C} — натуральные (то есть {\displaystyle A,B\geqslant 1\;\Rightarrow \;C\geqslant 2})
Таким образом, можно найти некоторое конечное значение {\displaystyle z}, для которого неравенство (*) не выполняется, то есть abc-гипотеза здесь несправедлива, а значит сделанное предположение о неверности гипотезы Била для достаточно больших {\displaystyle z} ошибочно. Для оставшегося конечного количества {\displaystyle z} справедливость гипотезы Била можно доказать численно.

### Гипотезы Пиллаи и Каталана
Из справедливости abc-гипотезы следует справедливость гипотезы Пиллаи, а из неё — справедливость гипотезы Каталана.

## Попытки доказательства
В 2007 году французский математик Люсьен Шпиро, работами которого была вдохновлена сама abc-гипотеза, заявил, что ему удалось найти доказательство, однако вскоре было обнаружено, что оно ошибочно.

### Доказательство Мотидзуки
В августе 2012 года авторитетный японский математик Синъити Мотидзуки заявил, что ему удалось доказать abc-гипотезу. Предложенное им доказательство оказалось исключительно сложным даже с точки зрения математиков-специалистов.
Опубликовав доказательство в интернете, Мотидзуки отказался от всех предложений лично рассказать сообществу о своих результатах, но несколько математиков взялись за самостоятельную проверку доказательства при содействии Мотидзуки. Они публикуют отчёты о ходе этой работы. Начиная с конца 2015 года, Мотидзуки стал понемногу общаться с сообществом о своих результатах. На конец 2017 года в мире насчитывается от 10 до 20 специалистов по теории, созданной Мотидзуки. Таким образом, доказательство Синъити Мотидзуки общедоступно, не опровергнуто, но пока и не считается проверенным в научном сообществе. Длительное пребывание доказательства в этом неопределённом статусе необычно для математических доказательств, в отличие от случаев, когда в доказательствах, которые считались проверенными и верными, обнаруживались ошибки.
В 2018 году Петер Шольце и Якоб Стикс — специалисты в областях, связанных с abc-гипотезой и работами Мотидзуки, — объявили, что в ключевом для доказательства abc-гипотезы месте теории Мотидзуки (которое давно вызывало особые трудности у математиков, пытавшихся разобраться в теории) имеется непоправимая ошибка. Мотидзуки ответил, что Стикс и Шольце неправильно интерпретировали некоторые ключевые аспекты его доказательства и поэтому сделали недопустимые упрощения.
В 2021 году доказательство Мотидзуки было опубликовано в журнале Publications of the Research Institute for Mathematical Sciences (PRIMS) научно-исследовательского института математических наук при Киотском университете (это институт, в котором работает Мотидзуки), но так и не получило признания математического сообщества.